# Eichler–Shimuras kongruensrelation
Inom matematiken är Eichler–Shimuras kongruensrelation ett resultat som uttrycker den lokala L-funktionen av en modulär kurva vid ett primtal med hjälp av egenvärdena av Heckeoperatorer. Den introducerades av Eichler (1954) och generaliserades av Shimura (1958). Ungefärligt sagt säger den att korrespondensen av modulära kurvan som framkallar Heckeoperatorn Tp är kongruent mod p till summan av Frobeniusautomorfin Frob och dess transponat Ver. I andra ord är
Tp = Frob + Ver
som endomorfier av Jacobianen J0(N)Fp av modulära kurvan X0N över ändliga kroppen Fp.
Eichler–Shimuras kongruensrelation och dess generaliseringar till Shimuravarieteter spelar en viktig roll inom Langlands program genom att identifiera en del av Hasse–Weils zetafunktion av en modulär kurva eller en mer allmän modulär varietet med produkten av Mellintransformationer av modulära former av 2 eller en produkt av analoga automorfiska L-funktioner.